# جيمي وليامز (لاعب كرة قدم أمريكية أمريكي)
جيمي وليامز (بالإنجليزية: Jimmy R. Williams)‏ هو لاعب كرة قدم أمريكية أمريكي، ولد في 10 مارس 1979 في باتون روج في الولايات المتحدة.

## وصلات خارجية
- جيمي وليامز على موقع مرجع كرة القدم المحترفة.كوم (الإنجليزية)